# Can Morell (Vallgorguina)
Can Morell és una obra del municipi de Vallgorguina (Vallès Oriental) inclosa en l'Inventari del Patrimoni Arquitectònic de Catalunya.

## Descripció
Es tracta d'una masia de planta rectangular. Consta de planta baixa i un pis. La coberta és a dues vessants. La façana està restaurada, arrebossada i pintada. Hi ha un portal d'entrada d'arc de mig punt amb dovelles, amb un escut esculpit a la clau. A sobre hi ha una finestra d'arc conopial, les altres són d'arc pla, d'arc de mig punt i una altra de conopial. Hi ha un rellotge de sol ben pintat, amb la següent inscripció, molt típica dels rellotges de la part del Montseny: "Jo sense sol i tu sense fe no som res".

## Història
Aquesta masia fou restaurada l'any 1962, transformant sobretot l'interior. A la façana van canviar la fusta que fa de llinda de la porta que hi ha al costat de la portalada d'entrada. Varen pintar i arrebossar la façana i la resta la deixaren igual. El rellotge el van pintar de nou i varen posar la data de la seva restauració.